# Akropol (singel)
Akropol – utwór polskiego zespołu Trzech Króli, który został wydany wraz z albumem „Afryka” 5 maja 2023.
Nagranie otrzymało w Polsce status platynowej płyty 25 września 2024.
Utwór zdobył ponad 20 milionów odsłuchań w serwisie Spotify (na listopad 2024).

## Nagrywanie
Utwór został wyprodukowany przez LiL Kacpi. Za mix/mastering utworu odpowiada FANTØM, a za jego realizację – Qry. Tekst do utworu został napisany przez Przemka Pro, Qry’ego, Bartka Kubickiego oraz Jakuba Bireckiego.

## Twórcy
- Trzech Króli – zespół
- LiL Kacpi – produkcja
- FANTØM – mix/mastering
- Kacper Gajewicz – kompozycja
- Przemek Pro – wokal, tekst

- Qry – wokal, tekst, realizacja utworu
- Bartek Kubicki – wokal, tekst

- Jakub Birecki – tekst

## Certyfikaty
| Kraj          | Certyfikat      | Sprzedaż |
| ------------- | --------------- | -------- |
| Polska (ZPAV) | platynowa płyta | 50 000+  |